# أمير أباد (تشناران)
أمير أباد (بالفارسية: امیرآباد) هي قرية تقع في قسم تشناران الريفي (مقاطعة تشناران) في إيران. يقدر عدد سكانها بـ 219 نسمة بحسب إحصاء 2016.